# Austin A90 Atlantic
L' Austin A90 Atlantic est une voiture britannique qui fut produite par Austin Motor Company de 1949 à 1952. Elle fut lancée comme un cabriolet quatre places, faisant ses débuts au salon automobile de Londres à Earl's Court en 1948. Les modèles de production sont construits entre le printemps 1949 et la fin de l'année 1950. Un coupé deux portes, commercialisé sous la dénomination A90 Atlantic Berline de Sport suivit un an plus tard. Elle avait été montrée au salon de l'Automobile de 1949 et fut produite à Longbridge entre 1950 et 1952.

## Développement
L'Atlantic fut l'une des premières voitures de l'après-guerre conçue à partir de zéro par Austin, et il fut dit qu'elle sortit d'un croquis sur le vif de Leonard Lord, alors président d'Austin, mais le style était plus probablement le travail du styliste argentin Dick Burzi.[citation nécessaire] La voiture est presque certainement influencée par un cabriolet Alfa Romeo de 1946 carrossé par Pininfarina, qui arriva à l'usine de Longbridge à la mi-1947, quelques mois avant que le prototype 16 hp sport ne fasse sa première apparition dans le laboratoire expérimental et sur les routes à proximité de l'usine. Un exemplaire rare fut un break, régulièrement vu dans les années 1950 et utilisé par un couvent de Leith, en Écosse. La voiture avait une porte arrière qui se levait, et arborait un toit en inédites courbes de plexiglas.
Avec l'édit gouvernemental d' « Exporter ou mourir » et l'acier qui n'est attribué qu'à ceux qui génèrent beaucoup de dollars, l'Atlantic fut spécialement conçue pour rencontrer des goûts Nord-Américains (certains aspects ressemblent à une Mercury de 1949 et le capot ressemble à celui de la Pontiac Chieftain de cette époque). La voiture proposait des détails minutieux comme un pare-brise arrondi, composé d'un verre plat au centre et de petits panneaux courbes aux extrémités. Les ailes avant arboraient deux 'A-Volants' et suivaient vers le bas pour donner un arrière arrondi, avec des guêtres sur les roues arrière. Un troisième phare est monté au centre de la calandre de style "boite aux lettres" et, luxe inouï, la commande hydraulique des fenêtres et de la capote, "des indicateurs clignotants" (clignoteurs) plutôt que des trafficateurs, (pour le marché des États-Unis au moins) et des radios EKCO ou HMV Autocrate en option. La gamme supérieure Austin fut présentée en différentes couleurs brillantes métallisées avec des noms comme « vert écume de mer » et « or du désert », et quelques exemplaires ont été vendus sur le marché du Royaume-Uni. Le convertible, un coupé décapotable « trois fenêtres » avait une simple capote en tissu, sans ouvertures arrière, qui butait à l'arrière d'un rail de tête de pare-brise assez épais. La berline cinq fenêtres est livrable avec le toit peint ou recouvert de tissu, ce qui lui donnait l'aspect populaire "cabriolet", le style sans les fuites. De nombreuses photos de cette voiture référencent à tort, en raison de la confusion introduite par un toit rigide recouvert de tissus, des cabriolets. Ultime piège, la section centrale de la lunette arrière en trois parties pouvait être abaissée dans le coffre, offrant une ventilation supplémentaire par une commande au-dessus du pare-brise. Peu de personnes en Grande-Bretagne avaient déjà vu quelque chose d'aussi futuriste que l'Atlantic auparavant, et certainement pas venant d'un constructeur dominant aussi conservateur qu'Austin. L'Atlantic souffrit cependant de la concurrence de la spectaculaire et nouvelle Jaguar XK120, également lancée au salon de l'Automobile de 1948.

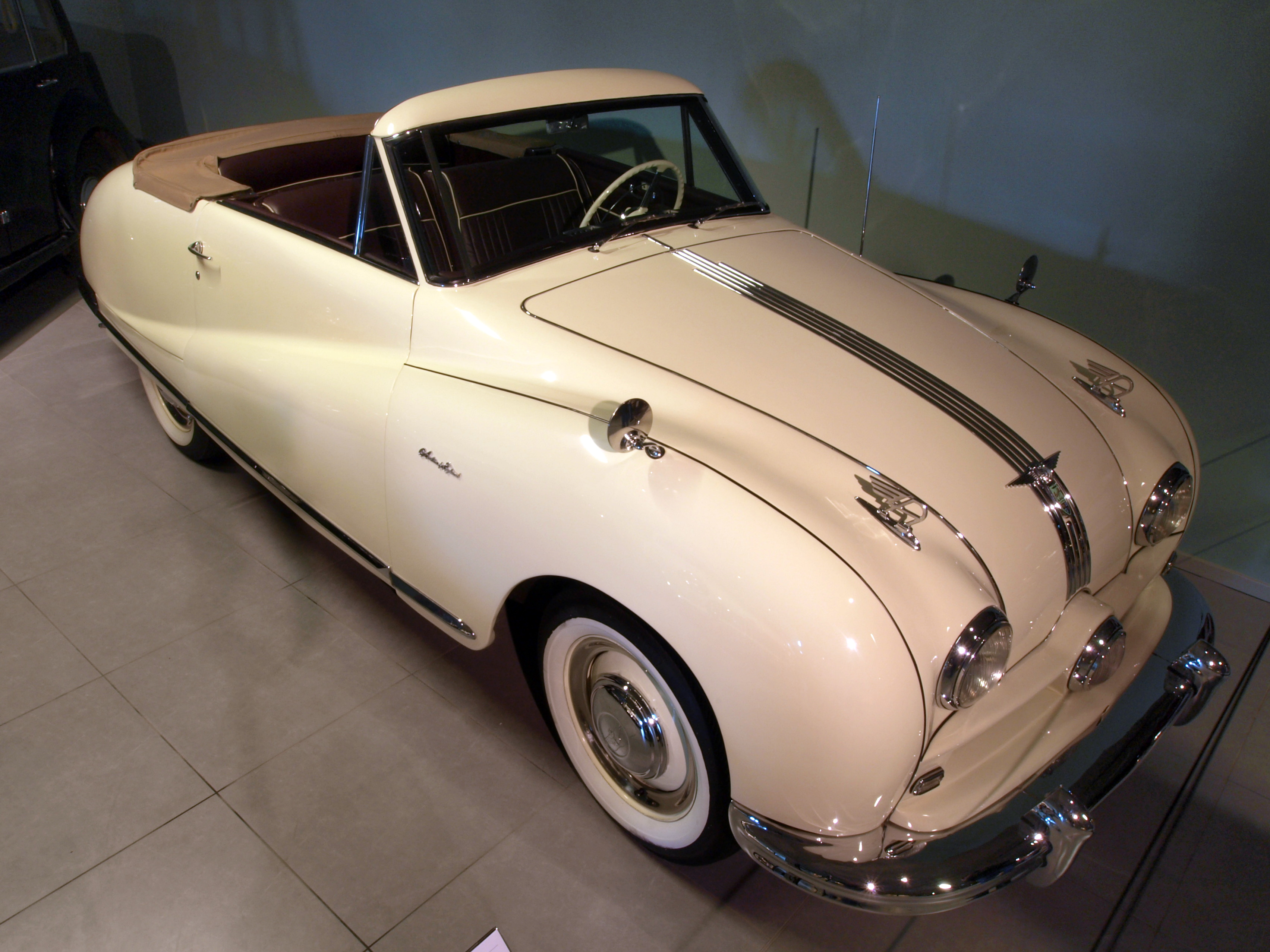
Austin A90 Atlantic Cabriolet quatre places
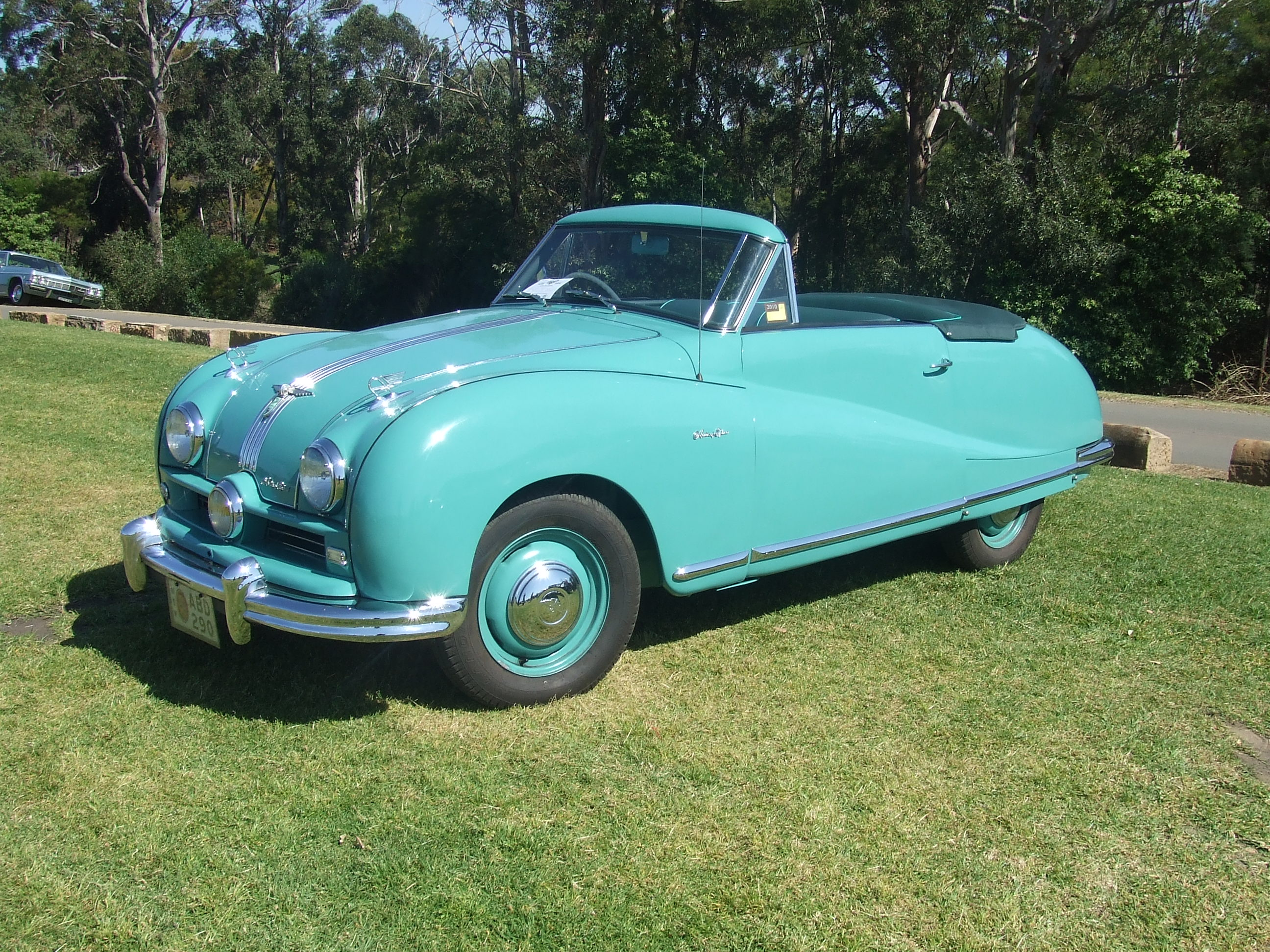
Austin A90 Atlantic cabriolet de Sport
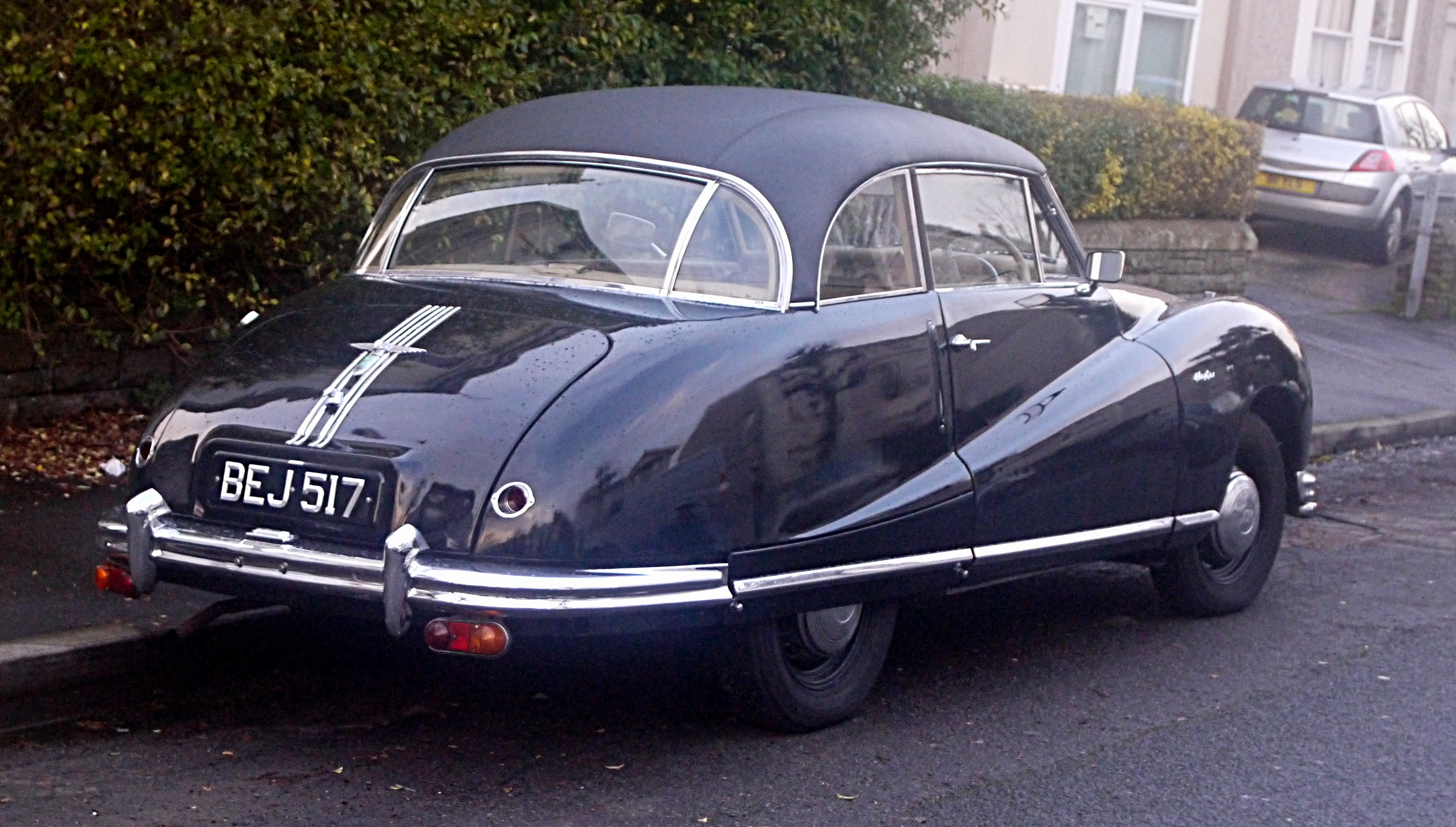
1951 Austin A90 Atlantic Berline deux portes sport coupé
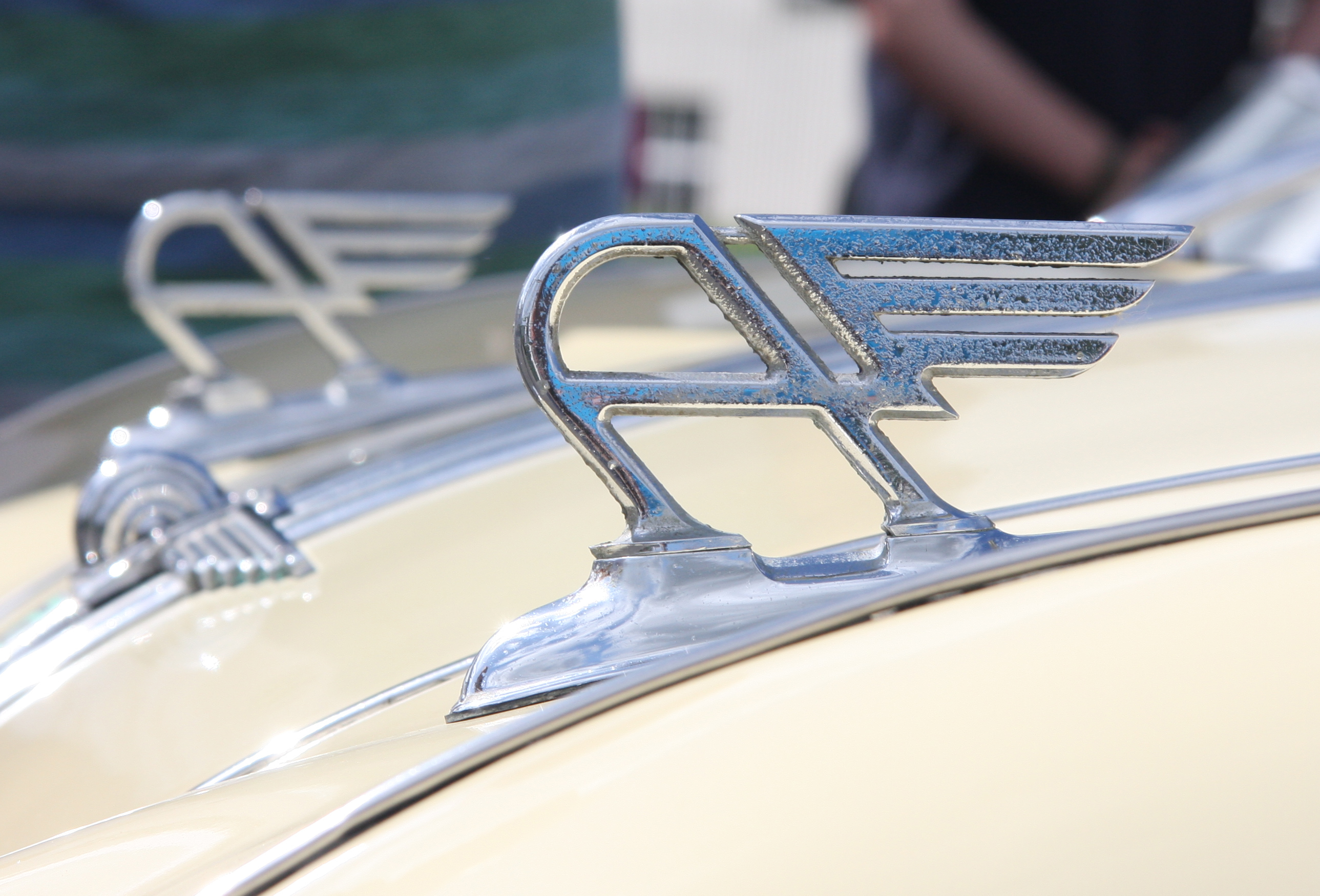
Un "A volant" sur chaque aile avant

## Exportations
Sur un total de production de 7 981 exemplaires, 3 597 furent exportés, dont 350 vers les États-Unis. Ce faible niveau des ventes aux États-Unis malgré un énorme effort de ciblage d'Austin, y compris une tentative réussie de briser 63 records de stock car à l'Indianapolis Motor Speedway en avril 1949 par Alan Hess, Charles Goodacre et Dennis Buckley, et une de réduction de prix de 1 000 $ en 1949, le quatre cylindres de 2,7 litres ne pouvait pas comparer sa puissance de sortie aux moteurs V8 locaux — bien que, pour l'époque, la performance soit forte. Quelques-unes ont également été utilisées dans des versions civiles de l'Austin Champ.
La voiture eut plus de succès dans les anciennes Colonies britanniques, l'Europe, la Scandinavie et l'Australasie.

## Performances
L'Atlantic était propulsée par un moteur basé sur l'Austin A70 dont la conception à soupapes en tête, poussée à 2 660 cm3 avait déjà fait ses preuves. Le grand quatre cylindres produit 88 ch (65 kW) à 4 000 tr/min et se retrouve plus tard en service dans l'Austin-Healey 100.
Un cabriolet testé par le magazine britannique The Motor en 1948 avait une vitesse de pointe de 146 km/h put accélérer de 0 à 97 km/h en 16,6 secondes. Une consommation de carburant de 13,0 L/100 km a été enregistrée. La voiture de l'essai, qui avait l'option hydraulique du toit et des fenêtres (un surcoût de 40 £), coûtait 824 £, taxes comprises.
La conduite est moyenne, mais suffisante pour l'époque, avec une suspension indépendante à ressorts hélicoïdaux à l'avant et ressorts à lames à l'arrière, employant des amortisseurs à bras de levier qui entraînaient un « mouvement de vague » sur des surfaces ondulées. Les fondements étaient un peu moins exotiques que la carrosserie enveloppante : le châssis et les organes de roulement sont basés sur ceux de la berline Austin A70 Hampshire (à ne pas confondre avec l'entrée de gamme A40 Devon). Les freins étaient à l'origine un mélange de commandes hydrauliques (à l'avant) et mécaniques (à l'arrière) avec des tambours de 279 mm, remplacés par un frein hydraulique à partir de 1951 sur la berline hardtop coupe. L'efficacité du freinage pour l'époque était nécessaire pour arrêter 1 321 kg.

## Longévité
L'absence de traitement antirouille à l'usine et un style qui a produit une multitude de pièges à boue conduisit à une corrosion rapide courante dans de nombreuses conceptions britanniques précipitées d'après-guerre. En conséquence, et également parce que de nombreuses Atlantic furent démontées pour fournir des pièces de rechange pour les Austin-Healey 100, très peu d'exemplaires survécurent jusque dans les années 1970. Au Royaume-Uni aujourd'hui, il est estimé que moins de 60 survivent, la moitié d'entre elles en état de marche.[citation nécessaire]